# Волпе (Л'Аквила)
Волпе (итал. Volpe) је насеље у Италији у округу Л'Аквила, региону Абруцо.
Према процени из 2011. у насељу је живело 26 становника. Насеље се налази на надморској висини од 440 м.